# Marina Ginestà
Marina Ginestà Coloma (* 29. Januar 1919 in Toulouse; † 6. Januar 2014 in Paris) war eine spanische Journalistin und Autorin. Sie war Kommunistin (Mitglied der Partit Socialista Unificat de Catalunya) zur Zeit der Zweiten Spanischen Republik und des Spanischen Bürgerkriegs und wurde durch eine Fotografie berühmt, die der deutsche Fotograf Hans Gutmann (Juan Guzmán) 1936 von ihr machte, als sie mit erst 17 Jahren auf Seiten der Republik am Bürgerkrieg teilnahm. Dieses Foto wurde im 21. Jahrhundert zu einer der graphischen Ikonen dieses Krieges. Während der Kämpfe arbeitete sie unter anderem als Journalistin für verschiedene republikanische Medien und als Dolmetscherin für die sowjetische Zeitung Prawda. Nach dem Krieg emigrierte sie und verfasste mehrere Romane.

## Leben

### Erste Jahre
Marina Ginestà Coloma wurde am 29. Januar 1919 in Toulouse (Frankreich), als Kind einer Arbeiterfamilie mit langjähriger Tradition in der Gewerkschaftsbewegung und der Linken geboren, die aus Spanien nach Frankreich emigriert war. Ihre Eltern waren beide kommunistische spanische Schneider: Empar (Amparo) Coloma Chalmeta, aus Valencia, und Bruno Ginestà Manubens, aus Manresa. Sie war das jüngere der beiden Kinder des Ehepaars Ginestà-Coloma – ihr Bruder Albert war, auch in Toulouse, am 6. Januar 1916 geboren worden. Ihre Großmutter mütterlicherseits, Micaela Chalmeta, ein Mitglied der Sozialistischen Partei, war eine Pionierin des Feminismus und der Genossenschaftsbewegung in Katalonien gewesen und hatte an den Ereignissen der Tragischen Woche 1909 teilgenommen. Ihr Großvater väterlicherseits, Joan Coloma, hatte sich ebenfalls in der katalanischen Genossenschaftsbewegung hervorgetan und war Mitglied der katalanischen Sektion der PSOE gewesen.
Im Jahr 1928 kehrte die Familie nach Spanien zurück und ließ sich in Barcelona nieder. Ihr politisches Engagement war in den Jahren vor der Gründung der Zweiten Spanischen Republik intensiv und während dieser noch intensiver. Bruno Ginestà und Empar Coloma waren Mitglieder der Federación Comunista Catalanobalear (FCCB) der Partido Comunista de España (PCE), blieben aber loyal zur PCE als erstere ihr die Disziplin verweigerte. Marinas Vater wurde 1930 als Armeedeserteur verhaftet. Auch in der Genossenschaftsbewegung aktiv, war er 1934 Mitglied der Genossenschaft für Hemden- und Kleidungsherstellung. Er war auch Mitglied der Unión General de Trabajadores (UGT) und, während des Spanischen Bürgerkriegs, Sekretär des regionalen Verbindungskomittees zwischen der CNT und der UGT in Katalonien – die UGT stand damals in Katalonien unter der Kontrolle der Partit Socialista Unificat de Catalunya, PSUC. Ihre Mutter war in der Genossenschaftsbewegung ebenfalls sehr aktiv und folgte damit dem Beispiel ihrer Mutter, Micaela Chalmenta – Empar Coloma war eines der aktivsten Mitglieder der 1932 gegründeten Agrupación Femenina de Propaganda Cooperatista (Frauengruppierung für Genossenschaftliche Propaganda). Im Jahr 1933 nahm sie an der Kandidatur der Partit Comunista de Catalunya (PCC) – des als solchem 1932 gegründeten katalanischen Zweigs der Kommunistischen Partei Spaniens (PCE) – im Wahlbezirk Barcelona Stadt zu den Parlamentswahlen in diesem Jahr teil und, im darauf folgenden Jahr, an der Kandidatur der PCC in Barcelona zu den Kommunalwahlen – dabei hatte sie bei beiden Wahlen Mitkandidaten, die später soviel Bedeutung erlangen würden wie Lina Odena und die Führer des „orthodoxen“ katalanischen Kommunismus wie José del Barrio, Hilario Arlandis oder Antonio Sesé –, wurde aber bei keiner dieser Wahlen in ein Amt gewählt. Sie war auch Mitglied der Internationalen Roten Hilfe. Sowohl Empar Coloma, wie auch deren Mutter, Micaela Chalmeta, taten sich bezüglich der Förderung der Rolle der Frauen in den Sozialkämpfen ihrer Zeit hervor. Marinas Onkel mütterlicherseits, Joan Coloma Chalmeta, der auch in der Genossenschaftsbewegung sehr aktiv war – 1920 gründete er Acción Cooperativista, das Organ der Federación Regional de Cooperativas de Cataluña (Regionalbund der Genossenschaften Kataloniens), deren erster Direktor er wurde, war führendes Mitglied der Unió Socialista de Catalunya und der katalanischen UGT während der republikanischen Periode und wurde danach Mitglied der PSUC, bis zu seinem Ableben im Jahr 1937. Zu Zeiten der Republik traten Marina und ihr Bruder Albert in die Jugendorganisation der PCC ein. Fakt ist, dass Albert 1933 wegen des Verbreitens kommunistischer Propaganda verhaftet wurde und erneut 1935 – die Gerichtsverhandlung fand im Januar 1936 statt und endete mit seinem Freispruch.

### Spanischer Bürgerkrieg
Ginestàs politisches Engagement war in den Jahren vor Beginn des Spanischen Bürgerkriegs bereits intensiv. Im Februar 1936 wurde in der Presse ein Foto veröffentlicht, auf dem sie mit anderen jungen Kommunisten an der Spitze einer Demonstration zu sehen war, bei der es darum ging, die Freilassung von Lluís Companys aus dem Gefängnis von El Puerto de Santa María zu feiern. Darauf erscheint sie neben Ramón Mercader, ebenfalls Mitglied des Kommunistischen Jugendverbands und späterer Mörder Trotzkis, mit dem sie ein Jahr zuvor ein kurzes Verhältnis gehabt hatte, bevor Mercader wegen seiner kommunistischen Parteimitgliedschaft eingekerkert wurde – damals wurde er als Schürzenjäger bezeichnet.
Im April jenes Jahres trat sie als Mitglied in den Vereinigten Sozialistischen Jugendverband Kataloniens (JSUC) ein – er war aus der Fusion der kommunistischen und sozialistischen Jugendorganisationen Kataloniens entstanden –. Gemeinsam mit anderen Genossen der JSUC, unterstützte sie als Übersetzerin für Französisch die Organisation der sogenannten Volksolympiade, einer Sportveranstaltung, die in Barcelona im Juli als Antwort auf die Olympischen Spiele in Berlín stattfinden sollte. Es kam jedoch nicht dazu, weil sich im Morgengrauen des 19. Juli 1936 der Aufstand eines Teils der Garnison Barcelonas ereignete. Im Verlauf der Gefechte verschanzte sich ein Teil der aufständischen Kräfte im Hotel Colón an der Plaça de Catalunya. Nach deren Kapitulation am selben Tag, beschlagnahmten die JSUC das Gebäude, welches danach zum Rekrutierungszentrum und zur Parteizentrale der Sozialistischen Einheitspartei Kataloniens – PSUC wurde, die Tage danach, am 23. Juli gegründet. Dies ist das Gebäude, auf dem Juan Guzmán die berühmte Aufnahme von Marina Ginestà machte. Diese engagierte sich als Schreibkraft des Militärkomitees der PSUC – ihr Bruder Albert trat in die Kolonne Trueba-Del Barrio (27. Division der Volksarmee der Spanischen Republik) ein und brach mit ihr an die Aragonesische Front auf. Nach Worten von Teresa Pàmies, ebenfalls Mitglied der JSUC und später führendes Mitglied der PSUC, war es nicht wegen fehlender Verdienste, dass Ginestà kein Mitglied der Leitung der JSUC, sondern weil sie die Arbeit an der Front vorzog, statt in der Etappe zu verharren.
Nach der Ankunft in Barcelona von Michail Kolzow – Korrespondent der sowjetischen Zeitung Prawda und, laut vielen Autoren, Agent Stalins in Spanien – wies Miquel Valdés, Organisationssekretär der PSUC, Ginestà die Aufgabe als Dolmetscherin Kolzows zu, der fließend französisch sprach. Mit ihm nahm Ginestà am Interview mit dem Anarchistenführer Buenaventura Durruti teil, das am 14. August in Bujaraloz (Saragossa), an der Aragonesischen Front stattfand – mehrere Fotos von Guzmán zeigen Ginestà, fälschlicherweise als „Jinesta“ identifiziert, neben Kolzow im Verlauf des Treffens mit dem Anarchistenführer. Laut Ginestà, in einem 2008 durchgeführten Interview, war der Ton des Interviews Stalin gegenüber kritisch und diese Tatsache sei die Ursache für den Tod beider gewesen – Durruti starb unter unklaren Umständen im November, während der Belagerung von Madrid; Kolzow wurde 1937 nach Moskau zurückgerufen, während der Großen Säuberung 1938 denunziert und 1940 hingerichtet. In seinem Werk über den Bürgerkrieg Spanisches Tagebuch, das, bevor er in Ungnade fiel, veröffentlicht wurde, nennt Kolzow Ginestà («Marina Ginesta, schweigsam, aufmerksam, mit Jungenfrisur, Kämpferin der Barrikaden von der Plaza de Colón, gewissenhafte Schreibkraft und Dolmetscherin») als Beispiel für die Emanzipation der spanischen Frauen («die authentische spanische Frau, die am Beispiel von Dolores Ibárruri, in den schwierigen Stunden des Kampfes ihres Volkes, ihr wahres, standhaftes, rührendes eigenes Bild entdeckt hat»). Nach seinem Flug von Barcelona nach Madrid, Mitte August, schrieb Kolzow nicht mehr von Marina Ginestà.

„Marina ist siebzehn Jahre alt. Sie ist schlank, hat feine Gesichtszüge, glattes schwarzes Haar, das auf ihre Stirn schlägt, wie der Flügel eines unbedachten Vogels. Alle Genossen, Männer wie Frauen, suchen sie immer auf. Weil ihre Augen Intelligenz ausstrahlen und ihre Gesten Entschlossenheit. An den tragischen Tagen kämpfte sie auf den Straßen. Und sie erinnert sich: «Es ist nicht angenehm, die Genossen fallen zu sehen … aber du weißt … wir Frauen sind immer ein bisschen sentimental.» Später, nachdem Barcelona gesichert war, ging sie an die Aragonfront. Und sie brachte von dort folgende Erinnerung mit: «Unsere Kämpfer sind großartig. Sie kämpfen nicht nur aufgrund ihres Heldentums, sondern weil sie wissen, dass sie kämpfen müssen.» Weder auf den Straßen, noch an der Front lernte sie den Begriff der Gefahr. Ihrer Ansicht nach war sie nie der Gefahr ausgesetzt: «Nur der Gefahr, die die anderen Genossen liefen.» Aber, wenngleich sie ein Herz aus Stahl besitzt, erinnert sie sich immer an das, was sie in Barcelona sah, als sie beim Sturm auf die Ataranzas-Kaserne dabei war. Da entgegnete eine Frau aus dem Volk an ihrer Seite das Feuer der Rebellen. Als die Stunde des Sturmangriffs gekommen war, drang diese Frau, mit der Pistole in der Hand, in die Kaserne ein. Und dann sah sie sie, als sie einen Gefangenen umarmte, einen Soldaten, das war ihr Sohn … Marina ist bereits, mit ihren siebzehn Jahren, Organisationssekretärin des Militärkomitees. Sie wird eine berühmte Führerin werden. Und wenn sie eines Tages vor ein Erschießungskommando kommt, wird sie beim Singen der Internationalen sterben.“

Es gibt abweichende Informationen darüber, ob Ginestà an Gefechten des Bürgerkriegs teilnahm. Kolzow berichtet, Marina Ginestà habe ihm erzählt, wie sie mit ihrem Bruder Albert und einem gemeinsamen Freund, alle drei Mitglieder des Kommunistischen Jugendverbands, «das Gewehr in die Hand» nahmen, als der Militäraufstand ausbrach, und auf den Barrikaden der Plaza de Colón Stellung bezogen – allerdings gibt es in Barcelona keine Plaza de Colón; es könnte sich um die Plaza de Cataluña, beim Hotel Colón, handeln, oder um den Platz, auf dem sich das Kolumbus-Denkmal befindet, am Ende der Rambla. Dort fiel ihr Freund in den Kämpfen. Xulio García Bilbao weist jedoch darauf hin, dass der Freund, von dem Marina sprach, Pere Plá, an einem Kopfschuss starb, während er mit Albert kämpfte, ohne dass Marina anwesend gewesen wäre. Im Rest seiner Memoiren beschreibt Kolzow wie Ginestà, sich bei ihrer Tätigkeit als Dolmetscherin nie von einem schweren alten Gewehr trennte. Aber Ginestà selbst äußerte sich in verschiedenen Interviews dahingehend, dass sie, mit Ausnahme der von Guzmán am 21. Juli 1936 aufgenommenen Fotos, nie eine Waffe getragen hatte. Andererseits veröffentlichte die kommunistische Zeitschrift Mujeres im Mai 1937 einen Artikel, in dem die Tapferkeit und Disziplin von sechs Milizionärinnen gepriesen wurde, unter denen Ginestá genannt wurde, von der es hieß, sie nehme an den Gefechten teil.
Von Marina Ginestà ist auch in der Aussage eines weiteren Zeugen des Spanischen Bürgerkriegs die Rede: Pablo de la Torriente Brau, kubanischer Schriftsteller, Journalist und Revolutionär, der im September 1936, als Korrespondent der US-amerikanischen Zeitschrift New Masses und des Organs der Partido Comunista Mexicano, El Machete, in Spanien eintraf, trat der republikanischen Armee bei und fiel an der Madrider Front, in Majadahonda, am 18. Dezember desselben Jahres. Zwischen dem 10. September und dem 21. November 1936 schrieb De la Torriente Brau vierzehn journalistische Chroniken. Eine davon, die undatiert geblieben ist, war «Vier Mädchen an der Front», in der das Zeugnis von vier jungen Frauen Aufnahme findet: Libertad Picornell, 16 Jahre alt; Soledad Soler und Marina Ginestá, im Alter von 15 bzw. 17 Jahren –die er auf der Durchreise in Barcelona, zu Beginn seines Spanienaufenthalts, interviewt hatte–, und Maruja, 18 Jahre, die er in Buitrago del Lozoya interviewte. Die Chronik wurde zuerst in Peleando con los milicianos (Kämpfen mit den Milizionären) (México, 1938) veröffentlicht, und danach in Cartas y crónicas de España (Briefe und Chroniken aus Spanien) (Havanna, 1999). Der symbolisch allen in Spanien gegen den Faschismus kämpfenden Frauen gewidmete Text zeigt die Verblüffung des Autors darüber, vier äußerst junge Frauen kennenzulernen, die wie ihre männlichen Kameraden im gleichen Alter kämpften und eine Reife wie Erwachsene zeigten. In seinem Porträt, in dem er Marina physisch korrekt beschreibt, übertreibt er deren Rolle in den ersten Tagen des Bürgerkriegs in Barcelona.
Ihre Zeit als Journalistin in der Etappe definierte Marina wie folgt: «Wir waren Journalisten und unsere Berufung war es, zu erreichen, dass die Zuversicht nie abhanden käme, wir verbreiteten die Losung von Juan Negrín ‚mit oder ohne Brot, Widerstand‘. Und wir glaubten daran». Gegen Ende 1938 war sie Redakteurin der kommunistischen Zeitschrift Verdad in Valencia, welche standhaft für die Politik unbedingten Widerstands des Vorsitzenden des Ministerrats, Juan Negrín, eintrat. Ihre Begeisterung für Kampf und Sieg kam in ihren Worten zum Ausdruck, in einem 2008 von EFE getätigten Interview:

„Die Jugend, der Wunsch, zu siegen, die Losungen … ich nahm das alles sehr ernst. Ich glaubte, wenn wir Widerstand leisteten, würden wir siegen. Wir hatten das Gefühl, unsere Seite sei im Recht und dass wir schließlich den Krieg gewinnen würden, wir hätten uns nie vorgestellt, dass wir unser Leben im Ausland beschließen würden …/… Die Enttäuschung über die Niederlage, die Erinnerung „an die zurückgebliebenen Genossen, viele von ihnen standrechtlich erschossen“, vermischte sich damals mit dem Traum, die europäischen Demokratien würden im beginnenden Zweiten Weltkrieg den Faschismus besiegen.“

### Exil
Das Ende des Krieges traf sie im Hafen von Alicante an und sie wurde in einem Konzentrationslager inhaftiert. Nach einigen Wochen Haft wurde sie freigelassen, da ihr Name auf keiner der Listen der Personen stand, die vor Gericht zu stellen waren. Zusammen mit ihrem Freund, einem jungen Politoffizier, zogen sie in ein Dorf in der Nähe der französischen Grenze. Im Mai entschlossen sie sich, nach Frankreich zu fliehen. Bei der Überquerung der noch verschneiten Pyrenäen, konnte ihr Freund, der verletzt war, nicht weiter. Marina versuchte, in einem nahen Dorf auf der anderen Seite der Grenze Hilfe zu suchen, aber sie fiel in eine Schlucht und verletzte sich das linke Handgelenk, weshalb sie nicht zurück konnte, um ihrem Begleiter zu helfen. Im Dorf gab sie vor, Französin zu sein. Eine Patrouille der Gendarmerie nationale fand den leblosen Körper von Marinas Freund und begrub ihn vor Ort. Mit ihrem verletzten Handgelenk gelang es Marina, Montpellier zu erreichen, wo ihre Verletzung behandelt wurde. Wenige Tage danach traf Ginestà ihre Eltern wieder. Ihre Familie war in den Internierungslagern Argelès-sur-Mer und Agde interniert. Nach der Besetzung Frankreichs durch die Nazis verließ sie Europa mit ihrer Familie mit Bestimmungsort Mexiko. Letztendlich ließ sie sich jedoch in der Dominikanischen Republik nieder, wo sie mit ihrem Freund, Manuel Periáñez, lebte, der während des Krieges Offizier der Milizen der Volksarmee der Spanischen Republik gewesen war – in einer gemischten Brigade, der 181.–, den sie auf der Reise kennengelernt hatte. Von ihm bekam sie 1940 ein Kind, das ebenfalls den Namen Manuel trug. Im Jahr 1946 musste sie das Land verlassen, wegen der Verfolgung der spanischen Republikaner durch den Diktator Rafael Trujillo; ihr Bruder Albert war 1944 nach Venezuela übergesiedelt.
Von der Dominikanischen Republik zogen Marina und ihre Eltern nach Venezuela um, wohin ihr Bruder Alberto zwei Jahre zuvor ausgewandert war – sowohl ihr Bruder, wie auch ihre Eltern nahmen die venezolanische Staatsangehörigkeit an und blieben bis zu ihrem Tod in dem südamerikanischen Land. Im Jahr 1949 trennte sie sich von ihrem Freund und siedelte nach Frankreich über. Dort lebte sie zusammen mit ihrem Sohn, zunächst in Prades, wo sie mit einem Kreis von Exilspaniern Kontakt aufnahm, darunter Pau Casals, und später in der Nähe von Paris, in Nogent-sur-Marne. Im Jahr 1951 heiratete sie einen belgischen Diplomaten, Charles oder Carl Werck, mit dem sie in Brüssel lebte, sowie ab 1953 in Den Haag; sie bekamen 1954 eine Tochter, Isabelle. Bis dahin hatte sie der Kommunismus enttäuscht.
Marina folgte ihrem Ehemann zu dessen Einsatzorten in Quito (Ecuador), London (Vereinigtes Königreich) und New Orleans (USA). Zwischen 1972 und 1976 war Charles Werck belgischer Generalkonsul in Barcelona, während der Agonie der Franco-Diktatur. Im Verlauf der Jahre ihres Aufenthalts in Barcelona, veröffentlichte Marina Ginestà im Jahr 1976 auf Katalanisch den Roman Els antipodes („Die Antipoden“, Dopesa Verlag, ISBN 84-7235-272-2), der es ins Finale des Joan-Estelrich-Preises 1976 schaffte und den Fastenrath-Preis für 1977 bei den Jocs Florals von Barcelona gewann. Der Jesús de Galíndez gewidmete Roman – von dem, nachdem er 1956 in New York von Trujillos Häschern entführt wurde, nie mehr etwas bekannt wurde –, erzählt die Geschichte zweier katalanischer Exulanten auf einer Karibik-Insel während des Zweiten Weltkriegs, ihrer Ängste und ihrer Sehnsucht, in die Heimat zurückzukehren. Im Jahr 1977 erhielt sie auch, im Rahmen der Jocs Florals der katalanischen Sprache im Exil, die in München ausgetragen wurden, den Salvador-Seguí-Preis für den Roman Els precursors (Die Vorläufer), ebenfalls auf Katalanisch.
Von dort aus kehrte sie nach Brüssel zurück und später nach Paris, wo sie etwa vierzig Jahre weilte, bis zu ihrem Ableben am 6. Januar 2014, im Alter von 94 Jahren. Ihr Bruder Albert war in Venezuela im November 2007 gestorben.

## Das Foto von Hans Gutmann (Juan Guzmán)

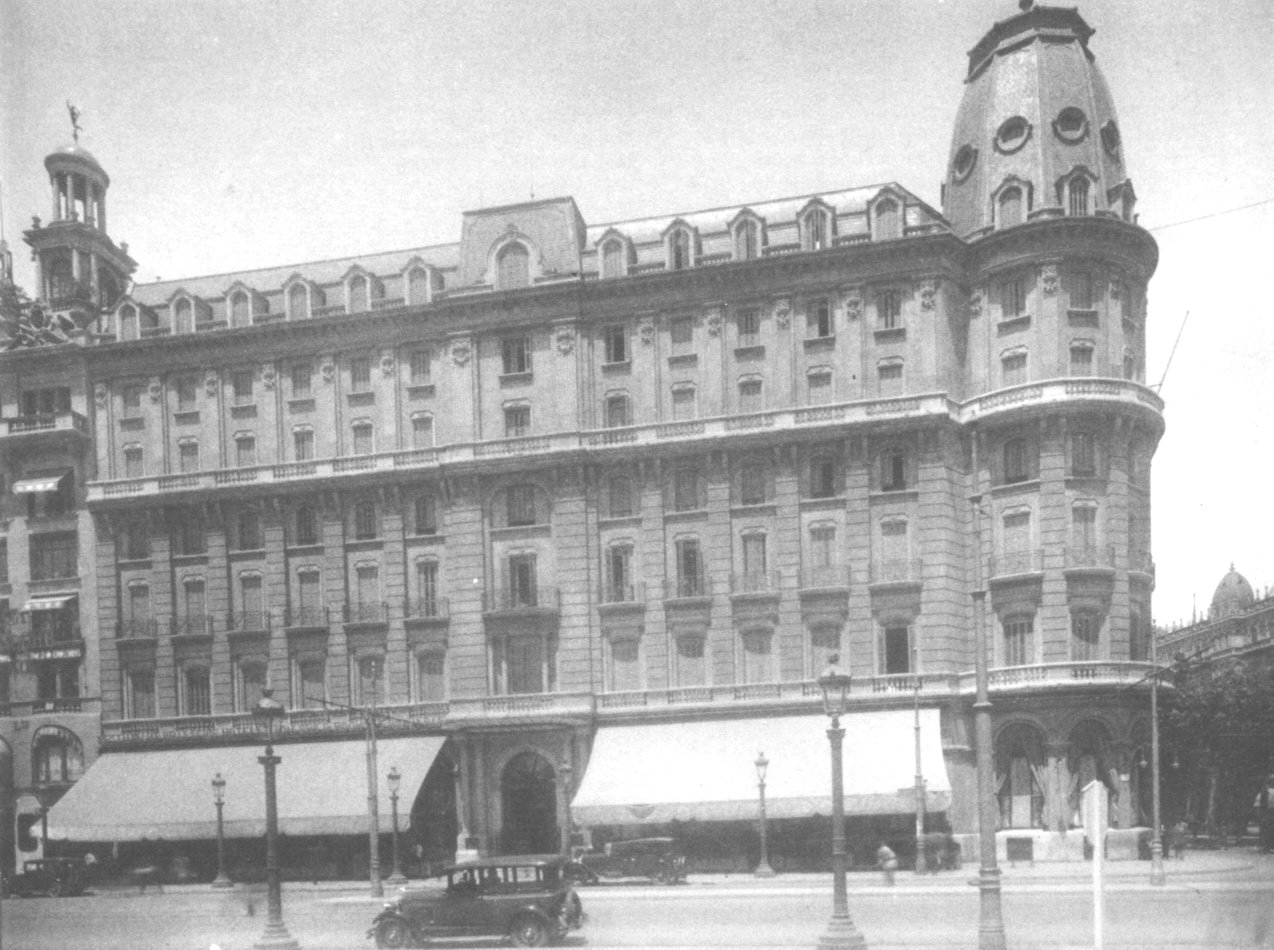
Hotel Colón in Barcelona im Jahr 1916. Auf dessen Dachterrasse wurde das ikonische Foto von Marina Ginestà aufgenommen.

Am 19. Juli 1936, während des fehlgeschlagenen Aufstands in Barcelona, verschanzten sich Militäreinheiten, die bis zur Plaza de Cataluña vorgedrungen waren, im Hotel Colón. Nachdem sich diese am selben Tag ergeben hatten, verblieb nur das Personal im Hotel – die Kunden, größtenteils Ausländer, hatten die Einrichtung verlassen –, und es wurde von den JSUC beschlagnahmt. Dort wurde ein Rekrutierungszentrum eingerichtet und anschließend das Parteibüro der PSUC. Laut Ginestà in einem Interview bei TVE, lebten die neuen Besetzer des Gebäudes die ersten Tage über «auf bürgerliche Weise» im Hotel, bis die Vorratskammern leer waren. Bei diesem Hotel wurde Hans Gutmann vorstellig, ein kommunistischer deutscher Fotograf, der nach Barcelona gereist war, um von der Volksolympiade zu berichten und der seinen Namen als Juan Guzmán „verspanischt“ hatte. Als der Aufstand ausbrach, entschloss er sich, in Spanien zu bleiben.
Als Kommunist hatte Guzmán problemlos Zugang zum Hotel Colón. Dort lichtete er die Schriftsteller Georges Soria und Ludwig Renn ab. Zum Zeitpunkt, an dem das Foto von Ginestà aufgenommen wurde, am 21. Juli, war diese 17 Jahre alt. Sie hatte noch nie ein Gewehr in ihren Händen gehabt –wie Ginestà sagte, «mit 17 Jahren war ich nicht in der Lage, Krieg zu führen»– und der einzige Schuss, den sie je abgegeben hatte, war der, den sie unbeabsichtigt ein paar Stunden vor dem Foto auf der Plaza de Cataluña mit der Remington einer Freundin abgeschossen hatte –was ihr eine Ohrfeige seitens des Milizionärs einbrachte, den sie damit beinahe verletzt hätte–. Es war Guzmán selbst, der ihr ein Gewehr anbot, um zu posieren –dasselbe Gewehr sieht man auf einem anderen Foto Guzmáns, das im selben Hotel Colón vom Schriftsteller Ludwig Renn aufgenommen wurde, der mit einer russischen Mütze posierte–. In der Tat hatte man ihm gesagt, er solle es zurückgeben, sobald er mit den Fotos fertig wäre. Guzmán machte zwanzig Photographien mit seiner Leica, und verwandte dazu einen 35-mm-Film von hoher Qualität der Marke Agfa Pankine, der im Film benutzt wird und eine sehr hohe Lichtempfindlichkeit sowie eine herausragende Qualität der Emulsion anbot.
Auf dem Schnappschuss erscheint Ginestà mit kurzem Haar, im Monteuranzug der Milizionäre, mit geschultertem Gewehr und herausforderndem Blick. Der von Gutmann hinterlassene Originaltitel lautete «Barcelona, 21. Juli 1936. Die Milizionärin Marina Jinesta, Mitglied des Kommunistischen Jugendverbands, posiert auf der Terrasse des Hotel Colón, wo ein Rekrutierungsbüro für die Aufnahme von Milizionären eingerichtet worden ist». In Worten von Ginestà selbst: «Es ist ein gutes Foto, es widerspiegelt das Gefühl, das wir damals hatten […] Man sagt, auf dem Foto habe ich einen hinreißenden Blick. Das ist gut möglich, denn wir lebten mit der Mystik der Revolution des Proletariats und den Hollywood-Bildern, von Greta Garbo und Gary Cooper». In einem anderen Interview, das für das Buch Fanny Schoonheyt durchgeführt wurde – in dem das Porträt der holländischen antifaschistischen Milizionärin Fanny Schoonheyt wiedergegeben wird, die im Spanischen Bürgerkrieg kämpfte –, bemerkte Ginestà, bezüglich der von ihr getragenen Waffe, dass das Foto «reine Propaganda» gewesen sei. Auch, «ich habe nie eine Waffe in den Händen gehabt. Nun gut, nur als dies Foto gemacht wurde». Sie erzählte auch, wie sie während des Krieges in einer Art dualer Welt lebten: «Einerseits, faszinierte uns die Sowjetunion […] Aber andererseits waren wir junge Leute in einer damals ziemlich modernen Stadt wie Barcelona und waren von Hollywood, von dieser neuen Welt des Films fasziniert. Von Greta Garbo und Jean Harlow, ich persönlich war von Gary Cooper fasziniert. Wir waren in allen Western, die in Barcelona in die Kinos kamen. Die Filmstars waren für uns ebenso Helden, wie Lenin und Stalin».
Ginestà bekam erst kurz vor ihrem Tod Nachricht von der Existenz des Fotos –ob das Foto während des Krieges veröffentlicht wurde, ist nicht bekannt. Im April 1987, hatte die Agentur EFE das gesamte Archiv von Juan Guzmán über den Spanischen Bürgerkrieg von dessen Witwe, Teresa Miranda gekauft. Es handelte sich um etwa 3.000 Negative von Aufnahmen, die auf republikanischem Gebiet gemacht wurden, vor allem an den Fronten von Katalonien, Aragonien und Madrid, zwischen dem Frühjahr 1936 und dem Herbst 1938. Während seines Aufenthalts in Spanien, hielt er nicht nur das Alltagsleben an den Fronten und in der Etappe fest, sondern machte auch Portraitaufnahmen von großer Qualität. Neben bedeutenden Persönlichkeiten, wie Kolzow, Ludwig Renn, el Campesino, Durruti oder Líster, fotografierte er auch anonyme Menschen, deren Namen er für gewöhnlich nicht festhielt. Ginestàs Fall – die Serie von zwanzig Fotografien, auf denen sie auf der Dachterrasse des Hotel Colón zu sehen ist – ist davon die einzige Ausnahme. Das Foto verblieb jedoch über seinen Titel hinaus ohne Zusatzinformationen in den Archiven der Agentur. Im Jahr 2002 wurde es zur Gestaltung des Titelblatts für das Buch Trece rosas rojas (Dreizehn rote Rosen) des Journalisten Carlos López Fonseca verwendet, in dem die letzten Tage der «Trece Rosas» geschildert werden. Im selben Jahr erschien es auch im Buch Imágenes inéditas de la Guerra Civil (Unveröffentlichte Bilder aus dem Bürgerkrieg), einer Auswahl von Fotos aus dem Archiv der Agentur EFE, die bis dahin nie veröffentlicht worden waren, mit einer Einleitung von Stanley G. Payne.
Im Jahr 2006 gelang es einem Dokumentarfilmemacher von EFE, Xulio García Bilbao, die Identität der Milizionärin herauszufinden, nachdem er Kolzows Spanisches Tagebuch analysiert und Nachforschungen im Generalarchiv des Spanischen Bürgerkriegs (Archivo General de la Guerra Civil Española) angestellt hatte. García Bilbao war es, der 2008 den Aufenthaltsort Ginestàs ausfindig machte und Kontakt mit ihr aufnahm; sie war damals 89 Jahre alt und lebte in Paris. Bei dem Treffen posierte Ginestà erneut für den Fotografen Boris Zabiensky mit einigen von Guzmáns historischen Aufnahmen in ihren Händen. Im Jahr 2009 wurde Ginestàs Foto als Bild für die Eröffnung der Ausstellung «Vom Spanischen Bürgerkrieg zum II. Weltkrieg» verwendet, die in Berlin stattfand und den Beziehungen zwischen Deutschland und Spanien im Verlauf beider Konflikte gewidmet war. Darin wurden über einhundert Aufnahmen aus dem Archiv der Agentur EFE gezeigt. Eines der Fotos von Zabiensky, mit Ginestà auf dem Balkon ihres Hauses in Paris während sie das ikonische Foto vom Juli 1936 zeigt, war das erste Bild auf dem Besuchsweg der Ausstellung. Im selben Jahr vermachte Ginestàs Sohn, Manuel Periáñez, eine Sammlung von Fotografien aus dem Bürgerkrieg und dem republikanischen Exil in Frankreich, die seinen Eltern gehört hatte, der Agentur EFE.

## Werke
- Otros vendrán...(novela); traducción castellana de Manuel Periáñez-Ginestà [katalanischer Originaltitel: Els precursors] ; prólogo de Manuel Periáñez-Ginestà y Rocío González Naranjo ; nota de Bernard Maris, Sevilla : Espuela de Plata, 2019, ISBN 978-84-17146-85-6
  - Andere werden folgen …; übersetzt aus dem Französischen, Spanischen und Katalanischen und herausgegeben, mit einem Personenregister und einer Chronik versehen von Birgit Kirberg, Münster : Unrast, Oktober 2022, ISBN 978-3-89771-652-0
- Els antìpodes, Barcelona : DOPESA, 1976, ISBN 978-84-7235-272-8